# ون داین (ویسکانسین)
ون داین، ویسکانسین (به انگلیسی: Van Dyne, Wisconsin) یک مکان مختص سرشماری در ایالات متحده آمریکا است که در شهرستان فوند دو لک، ویسکانسین واقع شده‌است.

## خصوصیات
ون داین ۲۷۹ نفر جمعیت دارد و ۲۴۱٫۱ متر بالاتر از سطح دریا واقع شده‌است.

## نگارخانه

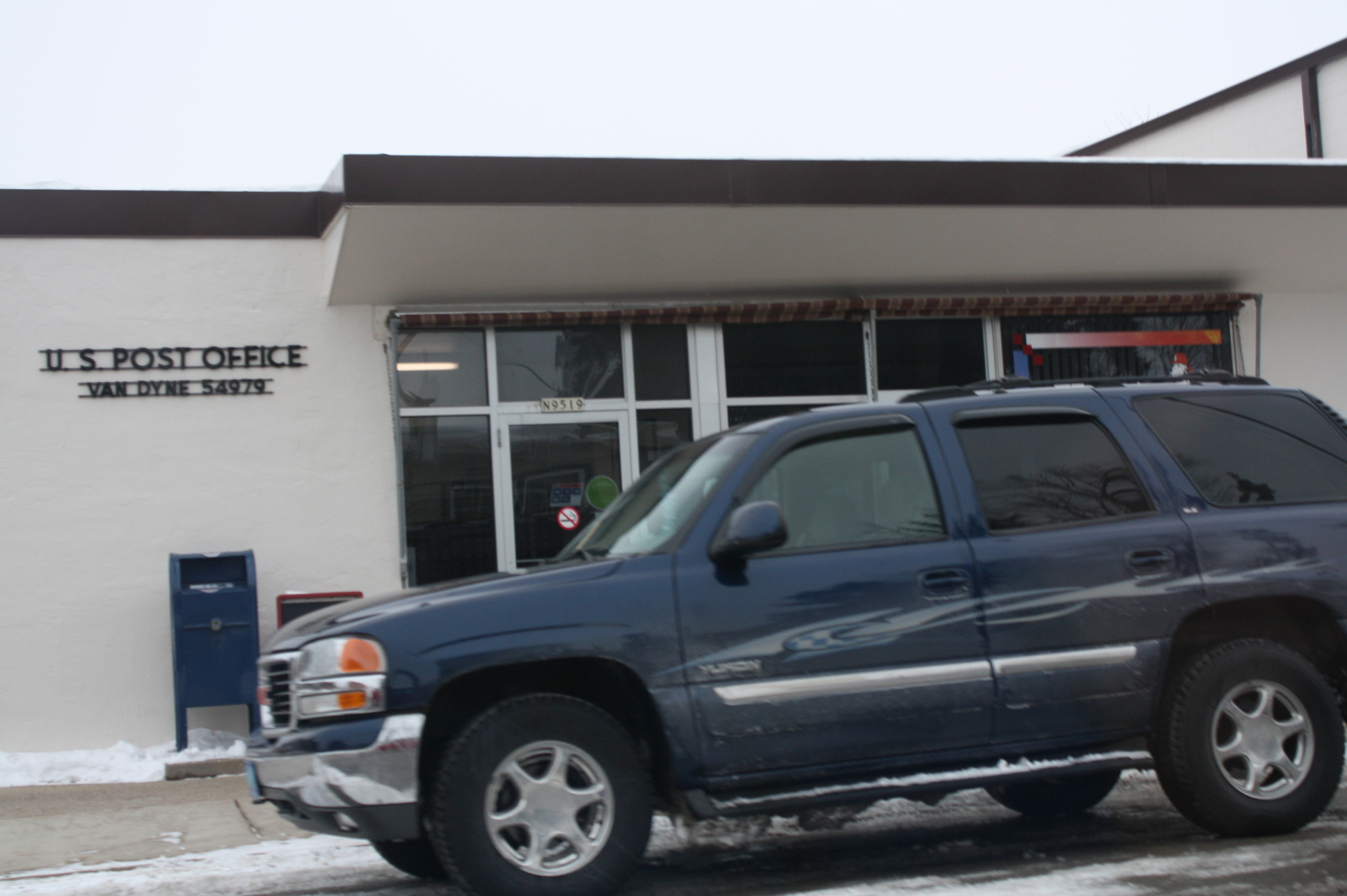
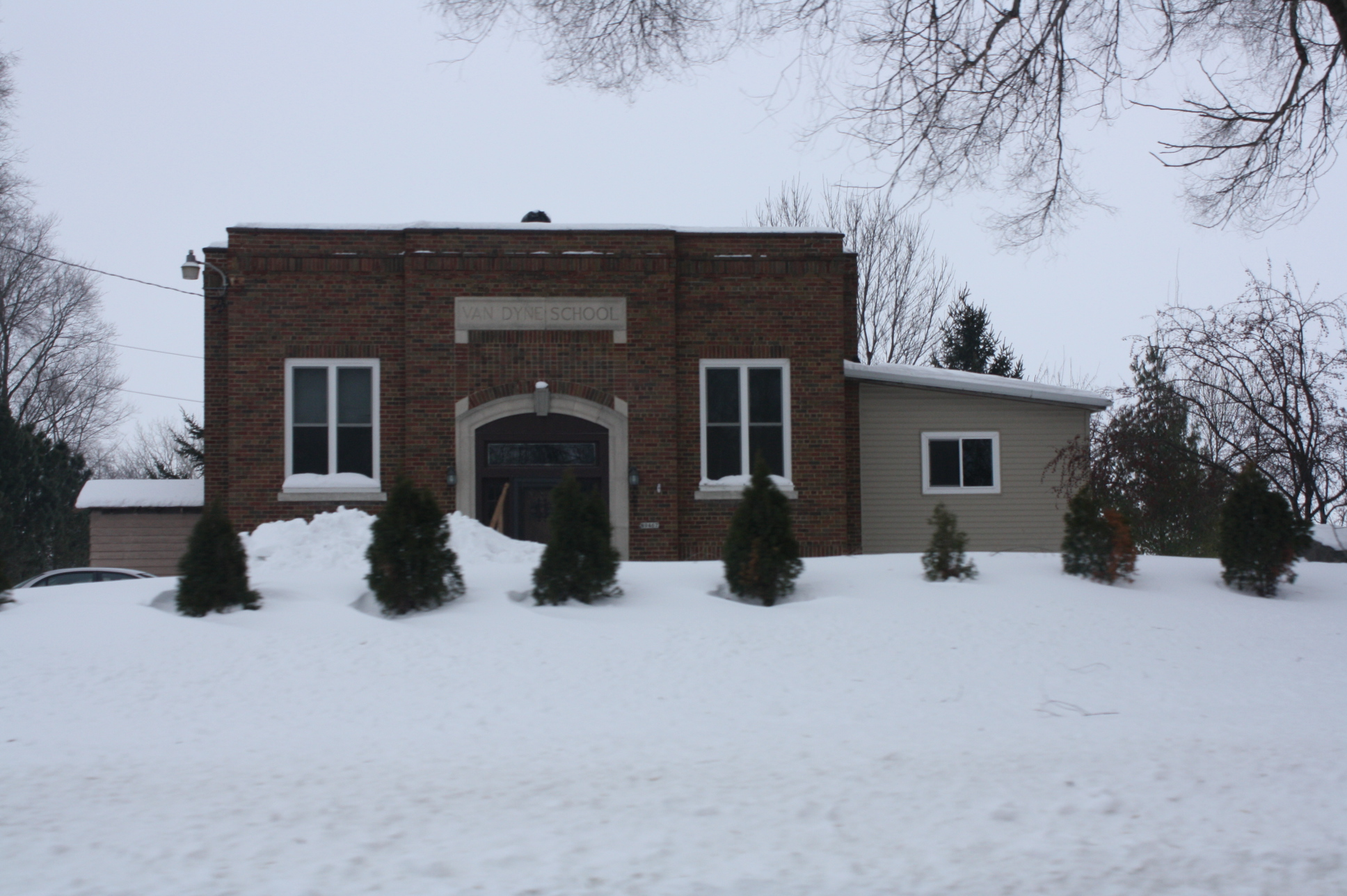
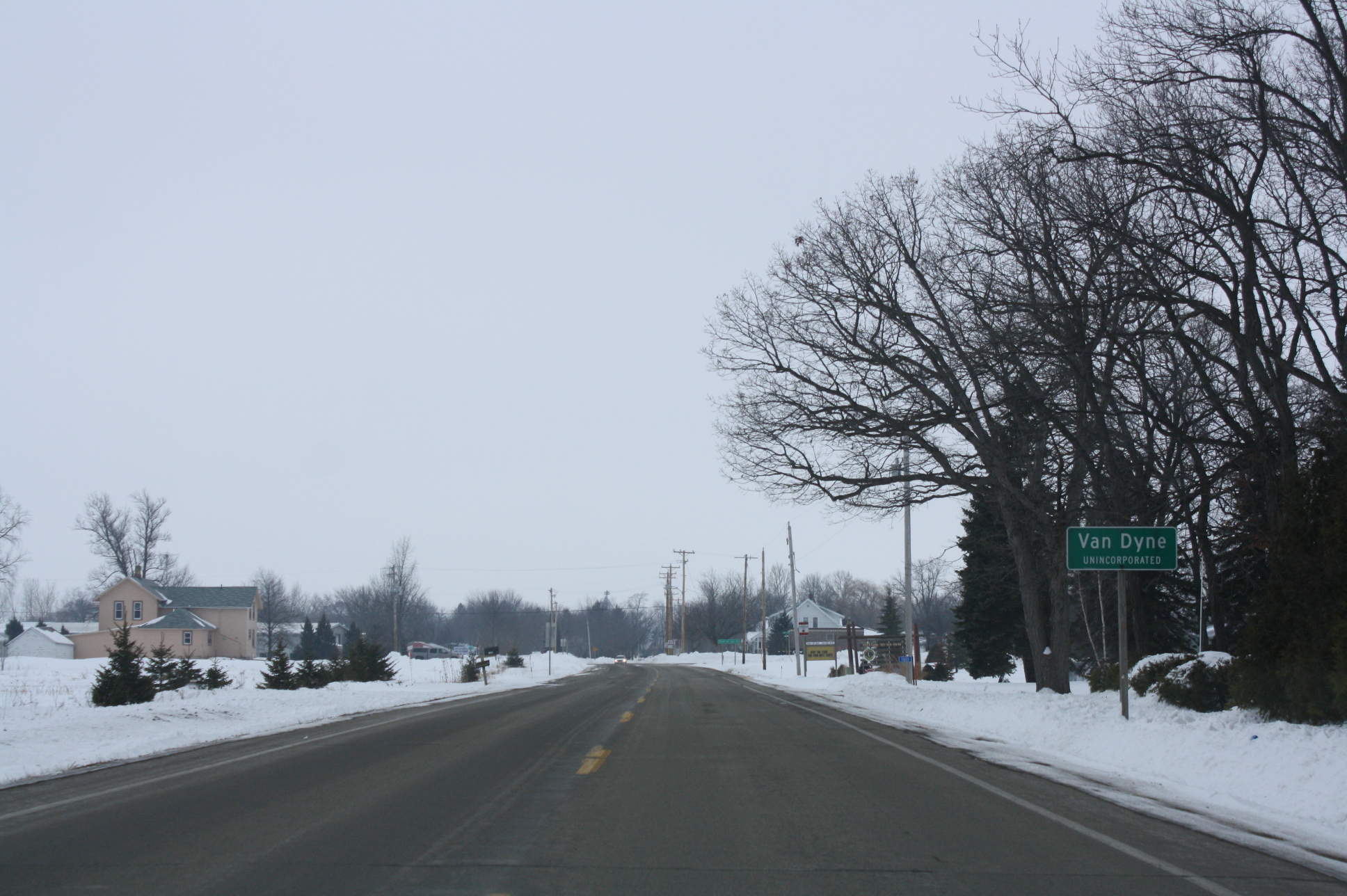